# Decadă
Decada (din greaca veche dekás, dekádos, de la déka, zece, prin franceză décade) este o perioadă de timp de zece zile consecutive.
În calendarul republican francez, folosit între anii 1792 și 1806, zilele erau grupate în decade în loc de săptămâni, de șapte zile.
Decadă se folosește uneori, în mod eronat, cu sensul de deceniu (perioadă de zece ani consecutivi), sens apărut sub influența englezescului decade.

## Legături externe
- „decadă” la DEX online